# Іскрич Федір Маркович
Федір Маркович Іскрич (нар. 6 червня 1924, село Великий Прикіл, тепер Краснопільського району Сумської області — 10 березня 1986, смт Краснопілля Краснопільського району Сумської області) — український радянський діяч, новатор сільськогосподарського виробництва, голова колгоспу «Ленінський шлях» («Заповіт Леніна») Краснопільського району Сумської області. Депутат Верховної Ради УРСР 6—7-го скликань. Герой Соціалістичної Праці (22.03.1966).

## Біографія
Народився в родині селянина-середняка. Закінчив сільську школу.
У 1938—1939 роках — помічник рахівника колгоспу села Великий Прикіл Миропільського району Сумщини.
З жовтня 1939 до вересня 1941 року — технічний секретар, завідувач обліку Миропільського районного комітету комсомолу (ЛКСМУ) Сумської області. У вересні 1941 року був евакуйований до Жердєвського району Тамбовської області.
У серпня 1942 року призваний до Червоної армії, був курсантом військово-технічного училища. З 1943 року служив у діючій армії, учасник німецько-радянської війни з листопада 1943 року. Служив командиром мінометного взводу 1152-го стрілецького полку 344-ї стрілецької дивізії 33-ї армії 2-го Білоруського фронту, був комсоргом роти і редактором «Бойового листка». Двічі поранений.
Після демобілізації, з 1946 року працював агентом із заготівель Миропільського району. У 1946—1953 роках — заступник Уповноваженого Міністерства заготівель СРСР по Миропільському районі Сумської області.
Член ВКП(б) з 1949 року.
У 1953—1957 роках — голова колгоспу села Великий Прикіл Миропільського (потім — Краснопільського) району Сумської області.
Закінчив заочно Сумський сільськогосподарський технікум.
У 1957—1970 роках — голова колгоспу «Ленінський шлях» (потім — «Заповіт Леніна») села Тур'я Краснопільського району Сумської області.
У 1965 році у колгоспі «Заповіт Леніна» зібрали по 237 центнерів цукрових буряків, 25,5 центнера зернових з кожного гектара, добилися 900-грамових приростів худоби при завданні 500, одержали по 2145 кілограмів молока від корови. У селі Тур'я посиленими темпами розпочалося житлове, культурно-господарське будівництво.
У 1970—1976 роках — заступник голови виконавчого комітету Краснопільської районної ради депутатів трудящих, начальник управління сільського господарства Краснопільського району Сумської області.
З 1976 до лютого 1986 року — директор Краснопільського міжгосподарського підприємства із виробництва яєць, молодняка птиці і комбікормів Сумської області.

## Нагороди
- Герой Соціалістичної Праці (22.03.1966)
- орден Леніна (22.03.1966)
- орден Вітчизняної війни І ст. (11.03.1985)
- орден «Знак Пошани»
- медаль «За відвагу» (7.07.1944)
- медалі